# Harold W. Kuhn
Harold William Kuhn (* 29. Juli 1925 in Santa Monica, Kalifornien; † 2. Juli 2014 in New York City, New York) war ein US-amerikanischer Mathematiker, der sich mit Spieltheorie befasste.

## Leben und Werk
Kuhn promovierte 1950 an der Princeton University bei Ralph Fox (Subgroup Theorems for Groups Presented by Generators and Relations). 1950/51 war er als Fulbright-Stipendiat an der Universität Paris. Ab 1951 lehrte er in Princeton und 1952 bis 1959 am Bryn Mawr College. Danach war er Professor für Mathematik und Wirtschaftswissenschaften in Princeton. 1995 wurde er emeritiert. Er war unter anderem zu Gastaufenthalten an der London School of Economics und an der Universität Rom.
Er war in den 1950er Jahren führend in der Entwicklung der damals noch jungen Spieltheorie, wobei er eng mit Albert W. Tucker zusammenarbeitete. Aus dieser Zeit stammt auch seine Freundschaft mit seinem Kommilitonen John Forbes Nash Jr., der für eine Arbeit in Spieltheorie in seiner Zeit in Princeton (auch auf Betreiben von Kuhn) den Nobelpreis für Wirtschaftswissenschaften erhielt und dessen Werke Kuhn mit herausgab.
Mit seinem Lehrer Tucker und Gale gab er den ersten strengen Beweis des Dualitätstheorems in der linearen Programmierung. Er wurde bekannt für die ungarische Methode im Zuordnungsproblem (Assignment Problem) der kombinatorischen Optimierung und des Operations Research sowie die Karush-Kuhn-Tucker-Bedingungen in der nichtlinearen Optimierung. Die Kuhn-Tucker-Karush-Bedingungen ergeben sich als Anwendung der Lagrange-Multiplikatoren auf das Problem, eine (nichtlineare) Funktion unter durch Gleichungen und Ungleichungen formulierten Nebenbedingungen zu minimieren. Eine für die mathematische Analyse vereinfachte Poker-Version ist nach ihm benannt.
1980 erhielt er mit David Gale und Albert W. Tucker den John-von-Neumann-Theorie-Preis. 1992 wurde er in die American Academy of Arts and Sciences gewählt.
Einer seiner Söhne ist Mathematikprofessor an der University of Virginia, ein anderer ist Historiker.

## Schriften
- (Hrsg.): Contributions to the Theory of Games. Volume I (Annals of Mathematical Studies). Princeton University Press, 1950, ISBN 0-691-07934-X, doi:10.1515/9781400881727.
- mit A. W. Tucker: Nonlinear Programming. In: Neyman (Hrsg.): Proceedings of the 2. Berkeley Symposium 1951. S. 481. (Karush-Kuhn-Tucker Bedingungen)
- mit A. W. Tucker, D. Gale: Linear Programming and the theory of games. In: Koopmans (Hrsg.): Activity analysis of allocation and production. 1951.
- (Hrsg.): Contributions to the Theory of Games. Volume II (Annals of Mathematical Studies). Princeton University Press, 1953, ISBN 0-691-07935-8, doi:10.1515/9781400881970.
- mit G. Szegö (Hrsg.): Differential Games and related topics. North Holland 1971.
- The Hungarian method for the assignment problem. Naval Research Logistics Quarterly, Band 2. 1955, S. 83–87 (in Band 52, 2005, S. 7 nachgedruckt)
- mit A. W. Tucker (Hrsg.): Linear Inequalities and Related Systems. Annals of Mathematical Studies, Princeton University Press, 1956, ISBN 0-691-07999-4. (darin von Kuhn: On a theorem of Wald.)
- (Hrsg.): Classics in Game Theory. Princeton University Press, 1997, ISBN 0-691-01192-3.
- (Hrsg.): The Essential John Nash. Princeton University Press, 2001, ISBN 0-691-09527-2.
- Lectures on the Theory of Games. Princeton University Press, 2003, ISBN 0-691-02772-2.